# کولونگا بیسکوپسکا
کولونگا بیسکوپسکا (به لهستانی:  Kolonia Biskupska) یک روستا در لهستان است که در گمینا رادووو (استان اوپوله) واقع شده‌است.
 کولونگا بیسکوپسکا  ۱۸۶ نفر جمعیت دارد.